# Berlinförklaringen (2007)
Berlinförklaringen (officiellt Förklaring med anledning av 50-årsdagen av undertecknandet av Romfördragen, alternativt Berlindeklarationen) är en icke-bindande text som signerades den 25 mars 2007 i Berlin, Tyskland. Texten antogs exakt 50 år efter undertecknandet av Romfördragen.
Syftet med förklaringen var att återuppväcka den konstitutionella debatten inom Europeiska unionen sedan förslaget om Europeiska konstitutionen förkastats. Förklaringen var början på utarbetandet av Lissabonfördraget.
Förklaringen undertecknades av tre personer: Europaparlamentets talman Hans-Gert Pöttering, på parlamentets vägnar, Europeiska rådets ordförande Angela Merkel, på Europeiska rådets vägnar, och Europeiska kommissionens ordförande José Manuel Barroso, på kommissionens vägnar. Från början var det tänkt att alla medlemsstaters stats- och regeringschefer skulle underteckna förklaringen, men eftersom det skulle göra det svårt att komma överens om en text signerade istället ovanstående tre personer förklaringen på respektive institutions vägnar.

## Ratificering

### Ratificeringsförfarandet i detalj
| \| Europeiska unionen \| \| 2007-03-25 \| \| ej nödvändigt \| \| ej nödvändigt \| \| ej nödvändigt \| \| \| \| \| \| \| ------------------ \| \| ---------- \| \| ------------- \| \| ------------- \| \| ------------- \| \| \| \| \| \| |  |            |  |               |  |               |  |               |  |  |  |  |  |
| Europeiska unionen |  | 2007-03-25 |  | ej nödvändigt |  | ej nödvändigt |  | ej nödvändigt |  |  |  |  |  |